# Black or White
Black or White (englisch für „schwarz oder weiß“) ist ein Song von Michael Jackson. Es ist die erste Singleauskopplung aus seinem Album Dangerous und wurde am 8. November 1991 veröffentlicht. Black or White übermittelt die Botschaft, dass Menschen aller Hautfarben gleich sind („I said if you’re thinkin’ of being my brother, it don’t matter if you’re black or white.“) Außerdem appelliert er für Toleranz zwischen Menschen verschiedener Hautfarben. 
Die Single wurde in vielen Ländern der Welt ein Nummer-eins-Hit und es wurden über 3,7 Millionen weltweit Exemplare verkauft. Die Single liegt in den USA in den Charts der erfolgreichsten Singles der 90er auf Platz 39.

## Entstehung
Komponiert und geschrieben wurde das Lied von Michael Jackson und Bill Bottrell. Der Interpret des kurzen Rapzwischenparts des Songs wurde ursprünglich nur als L.T.B. angegeben und es stellte sich erst später, dass der Rap ebenfalls von Bottrell geschrieben und interpretiert wurde. Die Gitarre im Intro wurde von Slash gespielt. Dabei wurde das charakteristische Riff von Jackson bereits 1987 als erstes Projekt nach der Veröffentlichung von Bad geschrieben. Im August 1989 begann dieser dann mit Bill Botrell die Arbeit am eigentlichen Song. Dabei ließen sich Jackson und Bottrell von dem Song State of Shock der Jacksons aus dem Jahr 1984 inspirieren. Wie auch Heal the World und Who Is It sollte Black or White als Bonustrack auf der nie veröffentlichten Kompilation Decade 80s-90s werden.

### Besetzung
- Komposition – Michael Jackson
- Produktion – Michael Jackson, Bill Bottrell
- Solo, Background Vocals – Michael Jackson
- Rap – Bill Bottrell
- Schlagzeug, Moog-Synthesizer – Bryan Loren
- Perkussion – Brad Buxer, Bill Bottrell
- Keyboards – Brad Buxer, John Barnes, Jasun Martz
- Bassgitarre – Terry Jackson
- Gitarre – Bill Bottrell
- Gitarre (Intro) – Slash
- Heavy-Metal-Gitarre – Tim Pierce
- Speed-Sequencer-Synthesizer – Michael Boddicker, Kevin Gilbert
- Soundeffekte – Scott Frankfurt
- Tontechniker, Mix – Bill Bottrell

## Musikvideo

### Zusammenfassung
Das Musikvideo von Black or White erzeugte starke Kontroversen. Zuerst wurde das Video von den US-amerikanischen Fernsehsendern MTV, BET, VH1 und FOX (nach einer Episode von Die Simpsons) am 14. November 1991 ausgestrahlt. Simultan lief es in 27 Ländern und wurde von geschätzten 500 Millionen Menschen gesehen – die meisten gleichzeitigen Zuschauer für ein Musikvideo in der Geschichte. In dem Video haben die Schauspieler Macaulay Culkin, George Wendt und Peggy Lipton Gastauftritte. Die Regie führte John Landis, derselbe Regisseur wie bei Thriller. Die Produktionskosten waren hoch, was auch an den im Video verwendeten Morphing-Effekten lag.
Das Video beginnt mit einer Kamerafahrt, die über den Wolken beginnt und über die nächtlichen Straßen einer Stadt in das Zimmer eines Jugendlichen (Macaulay Culkin) führt, der sich laute Rockmusik anhört. Nachdem der Vater (George Wendt) ihm dies verbietet, baut er im Wohnzimmer eine übergroße Stereoanlage auf und spielt einen lauten Powerchord auf der E-Gitarre, der den Vater einschließlich Sessel senkrecht durch das Dach befördert. Er landet in der Steppe, wo Michael Jackson mit Einheimischen tanzt. In zahlreichen Überblendungen setzt er dies mit Menschen aus unterschiedlichen Orten und Kulturen fort (u. a. die der indigenen Völker Afrikas, Asiens, Nordamerikas, Südamerikas sowie Russlands). Nach dem Rap schließt sich die Morphing-Sequenz an, in der sich Menschen unterschiedlicher Herkunft, Hautfarbe und Aussehens ineinander verwandeln. Unter anderem sind auch Glen Chin, Tyra Banks und Cree Summer (als letzte Person) dabei. Ein vergleichbares Überblenden (ohne Morphing) von formatfüllend gezeigten Köpfen verschiedener Sänger wurde 1985 im Musikvideo Cry von Godley & Creme gezeigt.
In der ungekürzten Fassung des Musikvideos folgt darauf der Panther Dance: Michael Jackson verlässt das Aufnahmestudio in Form eines schwarzen Panthers. Auf der Straße verwandelt er sich in seine menschliche Gestalt zurück und zeigt ohne Hintergrundmusik eine Folge anspruchsvoller Tanzschritte in den nächtlichen Straßen. Dabei zerschlägt er Fensterscheiben, zerstört ein Auto und lässt das Leuchtschild eines Hotels (das „Royal Arms“) explodieren. Schließlich verwandelt er sich in den schwarzen Panther zurück.
In einer kurzen Schlusssequenz im Zeichentrickstil wird Bart Simpson gezeigt, wie er sich das Musikvideo anschaut. Homer Simpson kommt dazu. Homer: „Bart, mach den Krach aus“ („Bart, turn out that noise“). Bart: „Entspann dich, Kumpel“ („Chill out, homeboy“). Schließlich schaltet Homer mit der Fernbedienung den Fernseher aus.
Das Video endet mit einer Einblendung des Textes prejudice is ignorance (Vorurteile sind Unwissenheit).

### Kontroversen
Die Kontroversen betreffen die letzten vier Minuten des Videos, den Panther Dance (s. o.). Neben den oben beschriebenen Zerstörungsszenen greift sich Michael Jackson dabei mehrfach in den Schritt und schließt danach den Reißverschluss seiner Hose. Jackson entschuldigte sich später und gab an, die Gewalttätigkeiten und die sexuellen Andeutungen seien eine Interpretation der tierischen Urtriebe eines schwarzen Panthers. Diese vier Minuten wurden in den USA von MTV und vielen anderen Musiksendern nicht ausgestrahlt.

„It upsets me to think Black or White could influence any child or adult to destructive behavior, either sexual or violent. I’ve always tried to be a good role model and, therefore, have made these changes to avoid any possibility of adversely affecting any individual’s behavior. I deeply regret any pain or hurt that the final segment of Black or White has caused children, their parents or other viewers“

„Es regt mich auf, dass Black or White irgendein Kind oder irgendeinen Erwachsenen zu destruktivem Verhalten, sei es sexuell oder gewalttätig, beeinflussen könnte. Ich habe immer versucht, ein gutes Vorbild zu sein, und habe daher diese Änderungen vorgenommen, um jede Möglichkeit einer negativen Beeinflussung des persönlichen Veraltens von irgendjemandem zu vermeiden. Ich bedauere zutiefst jeden Schmerz oder jede Verletzung, die der letzte Teil von Black or White bei Kindern, ihren Eltern oder anderen Zuschauern verursacht hat.“

Bis heute wurde die ungekürzte Version in den USA nur von MTV 2 zwischen 1:00 Uhr und 4:00 Uhr in einer Spezialsendung mit dem Titel Die kontroversesten Musikvideos ausgestrahlt. Die ungeschnittene Fassung ist auch auf Jacksons DVDs verfügbar. Nach den ersten Ausstrahlungen des Videos wurden nachträglich rassistische Graffitis (unter anderem ein Hakenkreuz und der Satz „KKK RULES!“) auf die Glasscheiben, die Jackson im Panther Dance zerschlägt, eingefügt. Damit sollte gezeigt werden, dass sich das Video gegen rassistische Vereinigungen wie die Nationalsozialisten oder den Ku-Klux-Klan richtet; der Beigeschmack des Vandalismus sollte entkräftet werden. Die Originalversion (ohne Graffitis) ist nur auf der Videokassette HIStory – The Video Greatest Hits (Die gleichnamige DVD enthält nur die Graffiti-Version) sowie der DVD Michael Jackson's Vision enthalten. Auf Jacksons Kanal bei YouTube befindet sich nur die bearbeitete Version mit den rassistischen Graffitis.
In Europa wurde mehrere Jahre lang das vollständige Video gezeigt. Im Vereinigten Königreich wurde erst 2004 das vollständige Musikvideo von VH1 ausgestrahlt. Die jüngsten Ausstrahlungen des Videos sind dort meistens stark gekürzt. Die im iTunes Store erhältliche Version endet nach der Morphing-Szene.
Nocturne Video Productions spielte den Panther Dance als Vorprogramm von Jacksons Dangerous- und HIStory-Welttourneen. Die dort gezeigte Version ist 20 Sekunden kürzer als das Original, und die Szenen, in denen Jackson Scheiben zerschlägt und sich beim Tanzen in den Schritt fasst (nicht jedoch die Szene, in der er seinen Reißverschluss schließt), wurden entfernt.

## Kritiken
Das Billboard Magazine bezeichnete Black or White zwar als überraschend spärlich, aber „sofort befriedigenden Pop/Rock-Song“ und Jackson „mutigste sowie rührendste Performance seit Jahren“, der Auftritt von Slash sei jedoch „beiläufig“. Der Rolling Stone bezeichnete Black or White als den besten Song von Michael Jackson aus den 90ern und platzierte ihn auf Platz 9 der besten Michael Jackson Songs. Die Zeitschrift sieht in dem Song eine nahtlose Verbindung zwischen klassischen Rock und Contemporary R&B. Die Website Popkultur.de wählte Black or White auf Rang 16 der besten Songs des Jahres 1992.

## Kommerzieller Erfolg

### Chartplatzierungen
| ChartsChartplatzierungen             | Höchstplatzierung | Wochen |
| ------------------------------------ | ----------------- | ------ |
| Deutschland (GfK)                    | 2 (34 a Wo.)      | 34 a   |
| Österreich (Ö3)                      | 2 (22 Wo.)        | 22     |
| Schweiz (IFPI)                       | 1 (29 Wo.)        | 29     |
| Vereinigte Staaten (Billboard)       | 1 (20 Wo.)        | 20     |
| Vereinigte Staaten (Billboard R&B)   | 3 (14 Wo.)        | 14     |
| Vereinigte Staaten (Billboard Dance) | 1 (9 Wo.)         | 9      |
| Vereinigtes Königreich (OCC)         | 1 (18 a Wo.)      | 18 a   |

| ChartsJahrescharts (1991)    | Platzierung |
| ---------------------------- | ----------- |
| Vereinigtes Königreich (OCC) | 13          |

| ChartsJahrescharts (1992)            | Platzierung |
| ------------------------------------ | ----------- |
| Deutschland (GfK)                    | 12          |
| Österreich (Ö3)                      | 23          |
| Schweiz (IFPI)                       | 14          |
| Vereinigte Staaten (Billboard)       | 14          |
| Vereinigte Staaten (Billboard R&B)   | 62          |
| Vereinigte Staaten (Billboard Dance) | 28          |

Black or White erreichte die Spitzenposition der europäischen Airplay-Charts. Weitere nationale Top-10-Platzierungen gelangen dort in Finnland (Platz 3), Spanien (Platz 2), Großbritannien (Platz 2), Deutschland (Platz 2), Schweden (Platz 1), Norwegen (Platz 1), und der Schweiz (Platz 1).

### Auszeichnungen für Musikverkäufe
| Land/Region                  | Auszeichnungen für Musikverkäufe (Land/Region, Auszeichnung, Verkäufe) | Verkäufe  |
| ---------------------------- | ---------------------------------------------------------------------- | --------- |
| Australien (ARIA)            | 2× Platin                                                              | 140.000   |
| Dänemark (IFPI)              | Platin                                                                 | 90.000    |
| Deutschland (BVMI)           | Gold                                                                   | 250.000   |
| Frankreich (SNEP)            | Silber                                                                 | 125.000   |
| Italien (FIMI)               | Gold                                                                   | 35.000    |
| Japan (RIAJ)                 | Gold                                                                   | 100.000   |
| Kanada (MC)                  | 3× Platin                                                              | 240.000   |
| Neuseeland (RMNZ)            | 2× Platin                                                              | 60.000    |
| Spanien (Promusicae)         | Gold                                                                   | 30.000    |
| Vereinigte Staaten (RIAA)    | 3× Platin                                                              | 3.000.000 |
| Vereinigtes Königreich (BPI) | Platin                                                                 | 600.000   |
| Insgesamt                    | 1× Silber · 4× Gold · 12× Platin ·                                     | 4.670.000 |

Hauptartikel: Michael Jackson/Auszeichnungen für Musikverkäufe

## Titelliste der Single
| 7"-Single und CD-Single – 6:44 1. Black or White (Single Edit) – 3:22 2. Black or White (Instrumental) – 3:22 CD-Maxi – 11:00 1. Black or White (Single Edit) – 3:22 2. Black or White (Instrumental) – 3:22 3. Smooth Criminal – 4:16 | 12"-Single – 16:47 1. Black or White (Single Edit) – 3:22 2. Bad – 4:06 3. Black or White (Instrumental) – 3:22 4. Thriller – 5:57 |

## Weitere Veröffentlichungen

### Clivillés & Cole Remixes
Black or White (The Clivillés & Cole (C&C) Remixes) (oder auch einfach nur Black or White (Remixes) genannt) ist eine Single mit Remixen von Black or White erstellt von Robert Clivillés und David Cole. Die Single erreichte Chartplatzierungen in Australien (Platz 18), in Großbritannien (Platz 14) und in Irland (Platz 11).
Titelliste – 28:57
1. Black or White (The Clivillés & Cole House/Club Mix) – 7:33
2. Black or White (The Clivillés & Cole House/Dub Mix) – 6:27
3. Black Or White (The Underground Club Mix) – 7:30
4. Black Or White (House With Guitar Radio Mix) – 3:53
5. Black Or White (Tribal Beats) – 3:34[16]

| ChartsChartplatzierungen     | Höchstplatzierung | Wochen |
| ---------------------------- | ----------------- | ------ |
| Vereinigtes Königreich (OCC) | 14 (4 Wo.)        | 4      |

### Visionary – The Video Singles
2006 wurde Black or White als DualDisk inklusive des Musikvideos wiederveröffentlicht.
Titelliste – 18:10
1. Black Or White – 3:21
2. Black Or White (House With Guitar Radio Mix) – 3:49
3. Black or White (Video) – 11:00[16]

| ChartsChartplatzierungen     | Höchstplatzierung | Wochen |
| ---------------------------- | ----------------- | ------ |
| Deutschland (GfK)            | 81 (1 Wo.)        | 1      |
| Vereinigtes Königreich (OCC) | 18 (3 Wo.)        | 3      |

## Parodien
- Die Band Genesis parodierte den Panther Dance am Ende ihres Musikvideos I Can't Dance, indem der damalige Genesis-Sänger Phil Collins samt Fedora die Choreografie des Panther Dance nachahmt.
- Das hessische Komikerduo Badesalz parodierte Black or White. Es gibt auch ein Musikvideo dazu. Der Text ist derselbe, bloß mit einem deutschen Akzent ausgesprochen. Statt der E-Gitarre ist im Hintergrund ein Blasorchester, die „Spessart Brassköpp“, zu hören. Die Parodie erreichte Platz 27 der deutschen Singlecharts und hielt sich 16 Wochen in den Top 100.[19]
- Weird Al Yankovic zeigte in seiner TV-Show Al TV eine Parodie auf Black or White. Er hat das Black-or-White-Video mit Szenen aus dem Musikvideo We're Not Gonna Take It von Twisted Sister gemischt.
- Otto Waalkes parodiert am Anfang in Otto – Der Liebesfilm die E-Gitarren-Szene von Culkin („Eat this“).
- 2018 wurden (unter anderen) Teile dieses Liedes vom Browser Ballett für Backup-Reminder umgedichtet verwendet.[20]